# Kitwe
Kitwe je třetí největší město Zambie s 363 734 obyvateli (sčítání lidu v roce 2000). Je centrem měděného pásu, regionu v Zambii, kde se těží měď. Leží v provincii Copperbelt s celou řadou dolů na severozápadním a západním okraji provincie.
Kitwe má množství čtvrtí a předměstí včetně Nkana East, Nkana West, Mindolo a Garneton. Městu se někdy říká Kitwe-Nkana. Vedle dolů má město oblasti lehkého průmyslu. Vyrábí stavební materiály, nábytek a spotřební zboží.

## Doly Kitwe-Nkana

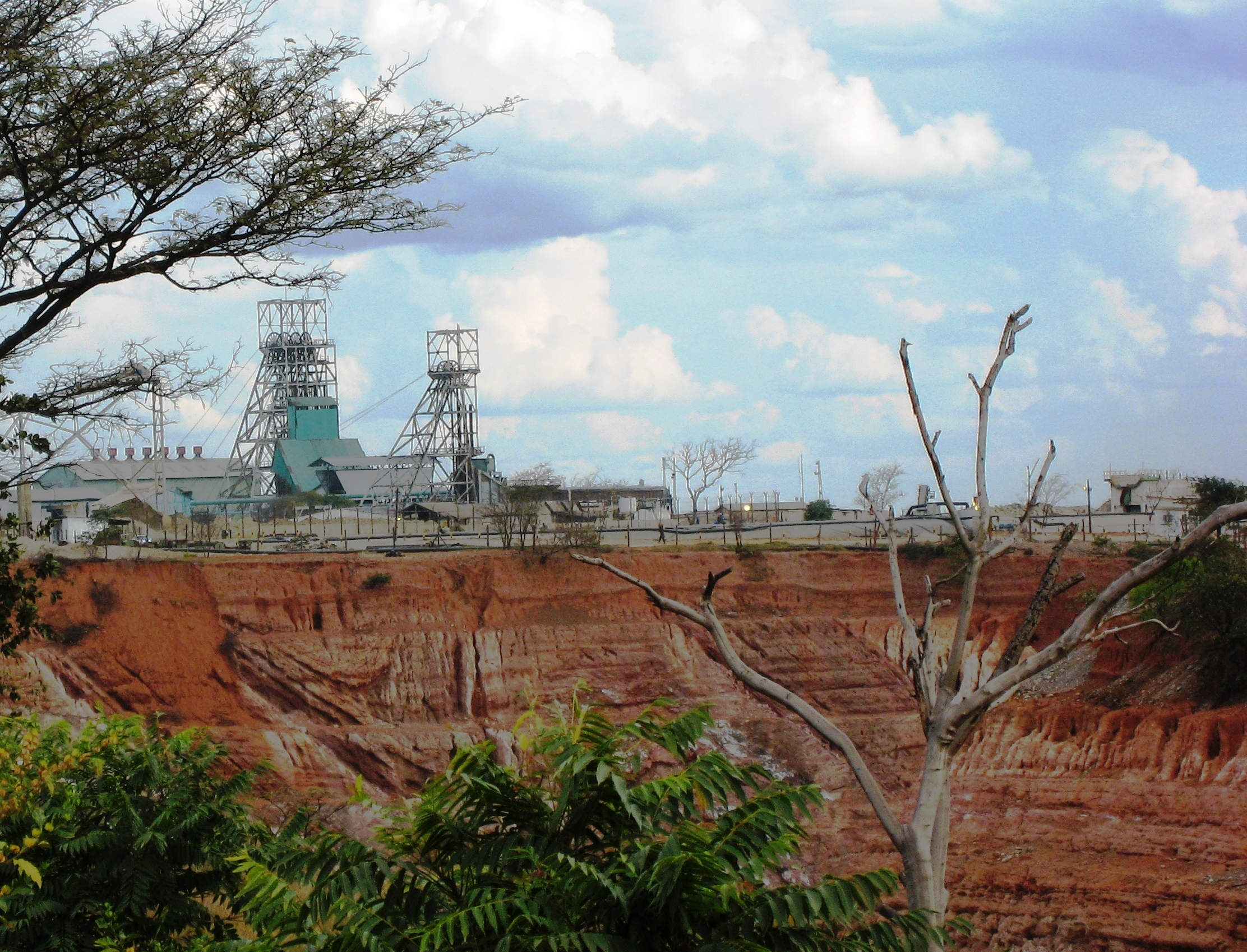
Důl Nkana

V Kitwe jsou dva hlavní podzemní doly. Nkana na jihozápadě a Mindolo na severozápadě. V dole Nkana je úpravna, vysoká pec a rafinérie, ale také kobaltový agregát, produkující 1 800 tun ročně, který provozuje společnost Mopani Copper Mines. Okolo obou dolů jsou rozsáhlé oblasti hlušiny a přímo v centru města dvě menší hlušinové přehrady. V oblasti se také nachází dva menší smaragdové doly.

## Komunikace
Kitwe leží na konci zambijské železniční cesty z Livingstonu, Lusaky a Ndoly, ale nákladní tratě pokračují až do důlních měst na severozápadě. Hlavní silnice přes Měděný pás probíhá od jihovýchodu po severozápad přes město, do Ndoly (jako volná cesta) na jihovýchodě, a do Nchangy, Chingoly a Chililabombwe na severozápadě. Lateritová cesta běží na západ do Kasempy.
Letiště Southdowns v Kitwe leží asi 12 km jihozápadně od města, ale v současné době neposkytuje pravidelné linky. V roce 2005 bylo letiště z důvodu oprav uzavřeno a neočekává se jeho další otevření. Letiště v Ndole leží 60 km na jihovýchod.

## Vzdělání
V roce 1999 byl představen výměnný program pro studenty a učitele s tím, že učitelé navštěvují obecní školu Kingsmead ve Wiveliscombe v Anglii. Výměna probíhá se dvěma školami z Kitwe – střední školou Helen Kaunda a střední školou Mukuba. To odstartovalo sérii partnerství mezi zambijskými a britskými školami a v současné době je takových partnerství více než 30. V roce 2005 navštívili studenti z Kingsmeadu školy v Kitwe.

## Charakteristiky Kitwe
- Tržiště Obote Ave: stánky umělců a řemeslníků, včetně předmětů z mědi
- Univerzita Copperbelt
- Ekumenické centrum Mindolo
- Centrální nemocnice v Kitwe
- Fotbalový klub Nkana FC
- Fotbalový klub Power Dynamos FC
- Fotbalový klub Kitwe United
- Stadion Arthura Daviese
- Tržiště Chisokone
- Důl Nkana

## Okolí Kitwe
Krajina okolo Kitwe je přitažlivým mixem mezi mírně zvlněnými lesy, farmami a řekami, jakou je např. Kafue tekoucí podél východního a jižního okraje Kitwe.
- Přehrada Mindolo 7 km západně od centra města směrem na Kalulushi má člunařský klub, bazén a bar.
- Vodopády Mwekwera 9 km jihovýchodně hned vedle cesty Kitwe-Ndola, s malým jezerem a rybími farmami. Vodopády jsou malé, ale krásné s přitažlivým jezírkem.
- Ptačí rezervace Chembe 20 km východně od silnice na Kasempu má malé jezero obklopené lesem a je vynikajícím místem pro pozorování ptáků, rybaření, kempování a pikniky. Na zastíněných březích jezera jsou kempy s budovou, ohništěm a vodou. K pronájmu jsou k dispozici čluny a povoleno je rybaření. Kemp je provozován Wildlife and Environmental Conservation Society of Zambia.

## Partnerská města
Kitwe má čtyři partnerská města:
- – Baia Mare, Rumunsko
- – Bor, Srbsko
- – Sheffield, Anglie
- – Detroit, Michigan, Spojené státy